# Ротлебероде
Ротлебероде (нем. Rottleberode) — община в Германии, в земле Саксония-Анхальт. 
Входит в состав района Зангерхаузен. Подчиняется управлению Росла-Зюдхарц.  Население составляет 1574 человека (на 31 декабря 2006 года). Занимает площадь 6,99 км².

## История
Во время Второй мировой войни в Ротлебероде находился филиал концентрационного лагеря Бухенвальд. Тут находились заключённые из Украини и Польши, которые были на принудительных работах на бронетанковом заводе Stock & Co. Труд польских и украинских подневольных рабочих был использован при производстве боеприпасов. 